# Mieke Zilverberg
Mieke Zilverberg (Amsterdam, 1948) is een Nederlands archeologe.
Zilverberg studeerde klassieke archeologie, Latijn en Grieks aan de Universiteit van Amsterdam, alwaar zij in 1976 afstudeerde. Zij is gespecialiseerd in klassieke archeologie, oude munten en Eyptische kunst. Sinds 1990 heeft Zilverberg een eigen galerie in archeologische voorwerpen uit de Mediterrane Oudheid vanaf circa 3000 voor Chr. tot circa 500 na Chr., i.e. uit Egypte, West-Azië, Griekenland en Italië, alsmede Griekse en Romeinse munten uit de Oudheid. Sinds 1984 treedt ze regelmatig op in het AVRO-programma Tussen Kunst & Kitsch als specialiste.
In 2004 ontving zij een koninklijke onderscheiding en werd zij Ridder in de Orde van Oranje-Nassau.